# Битва при Пета
Битва при Пета (грец. μάχη του Πέτα) — битва між грецькими повстанцями й турецько-албанськими силами, що сталась 4 липня 1822 року, біля села Пета, ном Арта, Епір під час Визвольної війни Греції 1821—1829 років. Завершилась поразкою сил греків.

## Передісторія

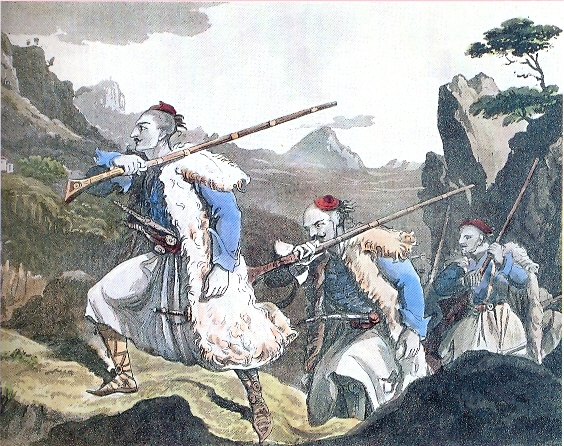
Воїни-суліоти, малюнок XIX століття

За часів османського володарювання в Греції деякі області й острови Греції зберегли свою автономію. 4 області тільки номінально визнавали владу султана й зі зброєю в руках відстоювали свою автономію: то були області Мані (Пелопоннес), Сфакія (острів Крит), Хімара (Північний Епір, залишився на території сучасної Албанії) та Суліон (Епір). Наприкінці XVIII — початку XIX століть в Епірі затвердив свою владу Алі-паша Тепеленський. Суліон, який лише номінально визнавав владу султана, не визнав і владу Алі-паші. Війни між суліотами й Алі-пашею велись упродовж всього періоду з 1792 до 1803 року, частина греків при цьому перебралась на Іонічні острови. У подальшому Алі-паша сам почав плекати сепаратистські плани та в липні 1820 року був оголошений султанським указом бунтарем. У серпні 1820 султанські війська обложили Алі-пашу в місті Яніна. Суліоти уклали союз зі своїм колишнім ворогом, який визнав за ними владу в Суліоні, повернулись до рідних гір і почали партизанську війну в тилу султанських військ. Грецька революція почалась у лютому-березні 1821 року, проте в Епірі султанські війська все ще переймались облогою Алі-паші. Узявши місто Яніна в січні 1822 року й покінчивши з Алі-пашею, султанські війська звільнились як для походу до Південної Греції, так і для війни з суліотами.

## Експедиція Маврокордатоса

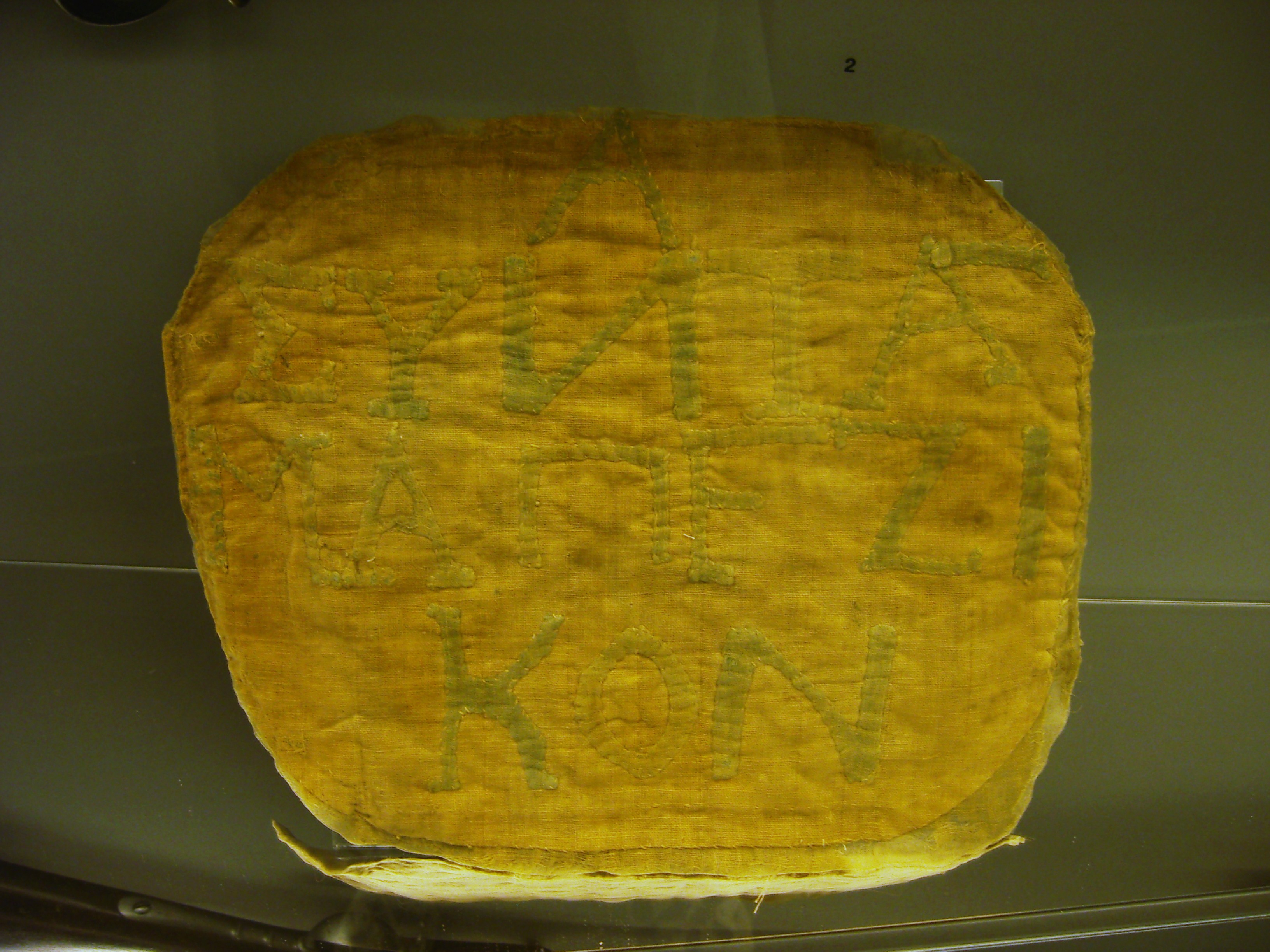
Фрагмент прапора 1-го батальйону регулярної армії Греції

Повстала Греція вирішила відрядити експедиційний корпус на допомогу суліотам. Очолити експедицію взявся голова тимчасового уряду Александрос Маврокордатос.
Прибувши до Месолонгіона, Маврокордатос вишикував свої війська (близько 3 тисяч осіб). Грецькі повстанці-селяни з подивом і недовірою спостерігали за своїм лідером, більше відомим політичними інтригами, який верхи, в маршальському мундирі та з маршальським жезлом об'їжджав свої війська. В строю вирізнявся перший, і єдиний тоді, батальйон регулярної армії (560 осіб), створений плітичним противником Маврокордатоса, Дімітріосом Іпсиланті й корсиканцем Йосифом Балестою. Батальйоном командував італійський філеллін Тарелла. Він складався в основному з добровольців грецької діаспори, багато з яких мали досвід служби в регулярних арміях. У лавах батальйону було й 93 іноземців-філеллінів: 52 німці, 13 італійців, 12 поляків, 5 французів, 4 швейцарці, 3 данці, по одному бельгійцю, голландцю й венеційцю. Більшість з іноземців у минулому були офіцерами, між якими траплялись сварки — наприклад, француз Маніак викликав на дуель німця Хобе та вбив його.

## Похід корпуса

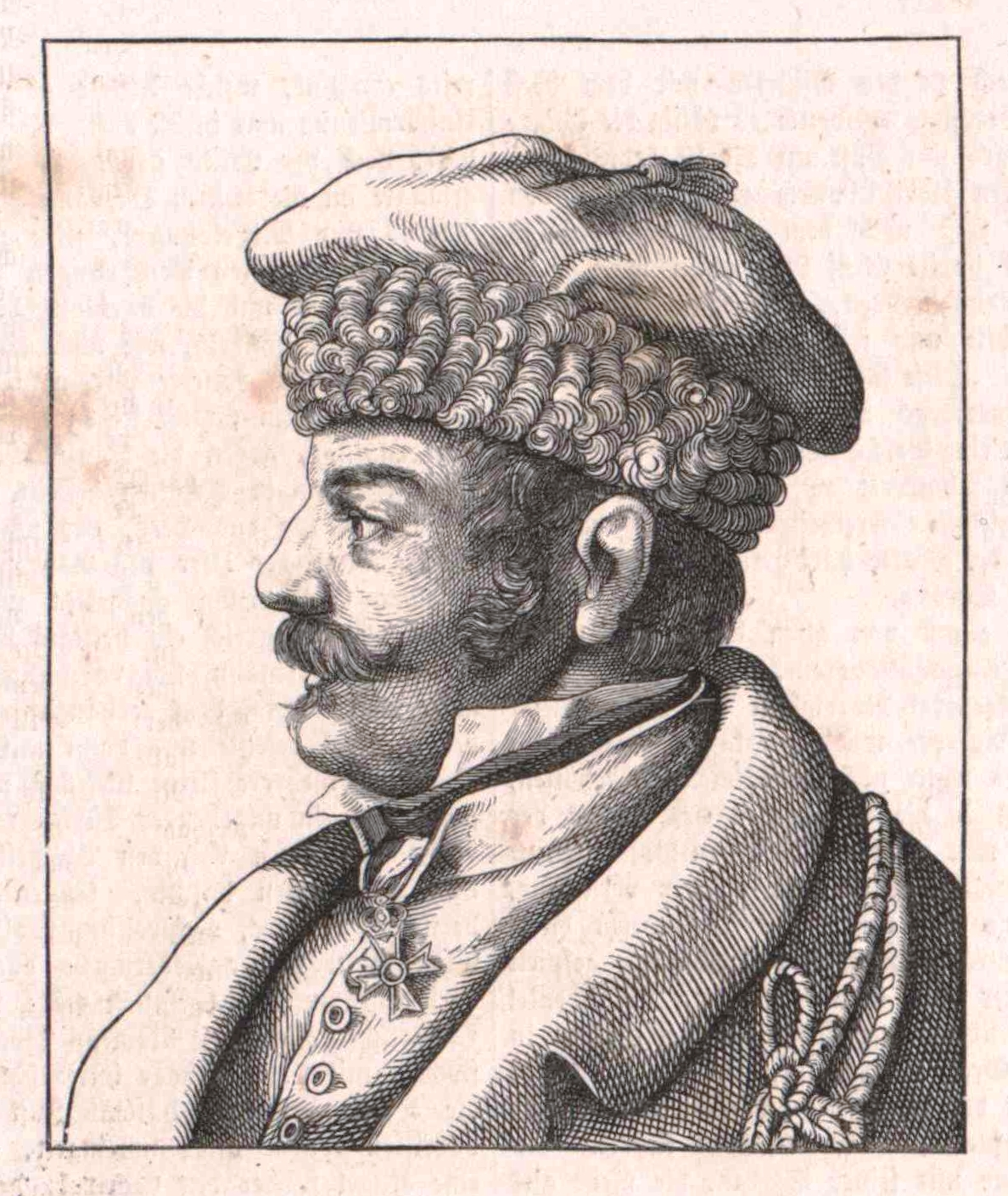
Вюртемберзький генерал Норман-Еренфельс

Маврокордатос виступив з Мессолонгі й 22 червня підійшов до Компоті. Наступного дня з Арти виступили турки з піхотою та кавалерією, проте греки й філелліни розбили їхні сили. У сутичці особливо відзначився німецький генерал Норман-Еренфельс. «Маршал» Маврокордатос, натхнений першим успіхом, припустився фатальної помилки: розбив свої й без того малі сили на 2 частини. 25 червня він відрядив 1200 бійців під командуванням досвідчених командирів Маркоса Боцаріса, Анастасіоса Каратасоса та Іскоса на допомогу суліотам. 150 бійців залишились у Компоті, а решта 1500 підійшли ще ближче до Арті, зайнявши село Пета. Однак сам маршал Маврокордатос вирушив до Лангада, «щоб прислати їм провіант».
Турки Арти замкнулись за стінами міста, але їм удалось взяти в полон італійця Мональді. Турки обіцяли зберегти йому життя й італієць видав інформацію про чисельність грецького табору, однак був страчений. Тим часом відряджені на допомогу суліотам сили були розбиті турко-албанцями Ахмет-Вріоні 29 червня в битві при Плака. Боцаріс повернувся до Пета лише з 30 бійцями.

## Битва

План битви

Уранці 4 липня 8 тисяч турків та албанців виступили з Арти й пішли до Пета. Їх очолював Кютах'я Решид-Мехмед-паша. Довідавшись про майбутню атаку, повстанці почали поспіхом споруджувати з каменю укріплення.
Регулярний батальйон бився, вишикувавшись в каре, та був змушений організовано відступати. З 93 іноземців-філеллінів вижили тільки 21. Одним із них був важко поранений генерал Норман, який після битви звернувся до Маврокордатоса зі словами: «Князь, ми втратили все, окрім честі». Генерал Норман був вивезений до міста Мессолонгіон, де й помер за кілька днів. Його іменем захисники міста назвали один з бастіонів.

## Наслідки
Втративши всі сподівання на допомогу, оточені суліоти підписали 28 липня в англійському консульстві міста Превеза умови здачі Сулі. Однак, залишивши батьківщину, вони через Іонічні острови дістались Південної Греції та брали участь майже у всіх битвах Визвольної війни. Суліон було звільнено грецькою армією майже за століття, лише 1912 року, під час Першої балканської війни.